# Ripuarijski jezici
Ripuarski franački jezici (porajnski franački), skupina narječja i jezika koji se govore u dolini rijeke Rajne, Porajnje-Falačka u Njemačkoj. Kelnski jezik je njezin jedini predstavnik koji ima priznat status jezika. Zajedno s Mozelskim-franačkim jezicima (luksemburški i franački ili majnskofranački) čine zapadnu podskupinu srednjonjemačkih jezika.
Kelnski jezik, ili Kölsch ima 250.000 govornika (1997 Holger Jakobs) a njihovo porijeklo je od Ripuarskih Franaka s rijeke Rajne.
Govornici svoje jezike ili narječja često nazivaju Platt,  kao u Öcher Platt (od Aachen) ili Eischwiele Platt (od Eschweilera) ili Bönsch Platt (od Bonna). 

## Vanjske poveznice
- Ethnologue (14th) (engl.)
- Ethnologue (15th) (engl.)
- wikipedija na ripuarijskom